# Perpesac lo Negre
Perpesac lo Negre (en francès Perpezac-le-Noir) és un municipi francès situat al departament de la Corresa i a la regió de la Nova Aquitània.

## Demografia
| 1962                                       | 1968 | 1975 | 1982 | 1990 | 1999 | 2007  |
| ------------------------------------------ | ---- | ---- | ---- | ---- | ---- | ----- |
| 930                                        | 971  | 886  | 830  | 870  | 875  | 1.021 |
| Des de 1962: població sense dobles comptes |      |      |      |      |      |       |

## Administració
| Període   | Identitat       | Partit    |
| --------- | --------------- | --------- |
| 1989-2008 | Marcel Delord   | PCF       |
| 2008-     | Francis Chalard | Les Verts |